# Ілан Рамон
Іла́н Рамо́н (івр. אילן רמון; 20 червня 1954, Рамат-Ґан — 1 лютого 2003) — військовий пілот ВПС Ізраїлю, згодом перший ізраїльський астронавт. Під час закінчення польоту загинув о 16:03 за єрусалимським/київським часом внаслідок руйнування шатлу «Колумбія» на висоті 19 км над поверхнею Землі.

## Біографія

### Родина і навчання
Ілан Рамон народився в родині колишніх в'язнів Аушвіц Еліезера і Тоні Вольферман 20 червня 1954 року в місті Рамат-Ґані (Ізраїль). Закінчив середню школу в 1972 році в місті Беер-Шеві, мав перший ступінь (бакалаврський) Тель-Авівського університету з електроніки і комп'ютерної техніки (1987 рік).
У 1972 році І. Рамона призвали до Армії оборони Ізраїлю, і він вступив до Льотньої школи. На самому початку навчального курсу в результаті перелому руки він відстав від своїх однолітків на 2 цикли, але потім з успіхом надолужив пропущене. В одному з його навчальних польотів у тренувального літака «Цукіт» (ізраїльська версія реактивного літака СМ-170 Fouga Magister) відмовила система керування, і Рамон з інструктором були змушені покинути літальний апарат. Цей інцидент завершився благополучно — Ілан лише незначно забив ногу, і вже за декілька днів повернувся до лав курсантів-льотчиків. У ході Війни Судного дня (1973) служив у підрозділі радіоелектронної боротьби. У 1974 Ілан Рамон закінчив з відзнакою Льотну школу ВПС Ізраїлю і здобув кваліфікацію льотчика-винищувача.

### Льотна кар'єра
У 1974—76 роках Ілан Рамон після проходження навчального курсу літав на літаку A-4 «Скайхок» у 102-й ескадрильї «Ha-namer ha-meofef» («Літаючий тигр»).
У 1976—80 роках після проходження перепідготовки він служив пілотом винищувача «Міраж» IIICJ у 140-й ескадрильї «Nesher ha-zahav» («Золотий орел»). У 1980 році ескадрилья, де служив І. Рамон, стала однією з двох перших у ВПС, що отримали на озброєння і освоїли винищувачі F-16. Рамон пройшов курс перепідготовки для польотів на F-16 на базі ВПС США Гілл (шт. Юта) у складі 2-ї групи ізраїльських льотчиків. Після повернення із США він служив у 101-й ескадрильї «Ha-krav ha-rishona» («Перша винищувальна»), потому перейшов у 110-у ескадрилью «Abirei ha-tsafon» («Лицарі Півночі»).
7 червня 1981 року Рамон пілотував один з восьми винищувачів F-16A, що завдали удару по іракському атомному реактору «Озірак», що знаходиться на відстані 17 км на захід від Багдаду (військова операція «Опера»). Він був замикаючим у групі (№ 8), одночасно наймолодшим льотчиком серед учасників операції.
У 1981—83 роках І. Рамон був заступником командира 253-ї ескадрильї «Negev», оснащеної винищувачами F-16.
У 1983 році Ілан Рамон звільнився з армії для здобуття вищої освіти. Вступив до Тель-Авівського університету і закінчив навчання в ньому в 1987 році. Брав участь у розробці винищувача IAI Lavi.
У 1988 році І. Рамон повернувся до ВПС і дістав призначення на посаду заступника командира 119-ї ескадрильї «Atalef» («Літуча миша»), оснащеної винищувачами-бомбардувальниками F-4 «Фантом» II. У складі цієї ескадрильї він неодноразово виконував надвисотні розвідувальні політи (на висоті 20—25 км) на літаку RF-4ES.
У 1990 році він закінчив курс підготовки командирів ескадрилей. В 1990—92 роках служив командиром 105-ї ескадрильї «Akrav» («Скорпіон»), оснащеної літаками F-16.
У 1992—94 роках Рамон очолював Відділ літаків у Штабі ВПС Ізраїлю. У 1994 році отримав звання полковника і пост начальника Управління розробки і закупівель засобів ведення бою в Штабі ВПС. Цю посаду Рамон обіймав до 1998 року, коли його було направлено до США задля підготовки до космічного польоту.
І. Рамон налітав понад 3000 годин на літаках А-4 «Скайхок», «Міраж» IIICJ и F-4 «Фантом» II, і понад 1000 годин — на літаках F-16 різних модифікацій. Неодноразово здійснював бойові виліти. Двічі вимушено покидав літак у зв'язку з аварією.
Рамона відзначено знаком учасника Війни Судного дня (1973) і операцій «Мир Галілеї» (1982).

### Космічна кар'єра і трагічна загибель

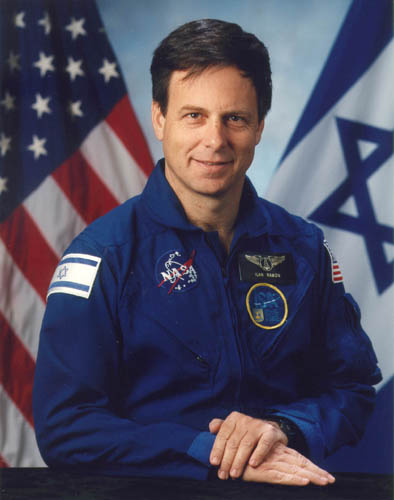
Ілан Рамон у формі NASA

У липні 1998 року він почав підготовку за програмою спеціаліста з можливого (корисного) навантаження (PS) у Космічному центрі ім. Л. Джонсона. Зі згоди керівника NASA Рамон як слухач пройшов курс підготовки польотних спеціалістів (MS) разом з астронавтами-кандидатами 17-го набору NASA. Під час підготовки адміністрація NASA зробила виняток для І. Рамона, як досвідченого бойового льотчика, дозволивши здійснювати перельоти з одного центру NASA до іншого на реактивному літаку T-38 Talon (що зазвичай не дозволяється спеціалістам з корисного навантаження) в ролі другого пілота.
Нарешті, 28 вересня 2000 року І. Рамона було призначено до складу екіпажу місії STS-107 як спеціаліста з корисного навантаження. 16 січня 2003 року Ілан Рамон стартував у космос у складі місії STS-107, ставши таким чином, першим ізраїльським астронавтом.
У складі космічного шатлу «Колумбія» Ілан Рамон здійснив 16-денний обліт навколо Землі і 1 лютого 2003 року під час повернення з польоту за 16 хвилин до запланованого часу посадки на мису Канаверал трагічно загинув разом з усіма членами екіпажу внаслідок аварії і повного знищення шатлу під час входження до щільних шарів атмосфери.
Ілана Рамона з почестями було поховано у мошаві Нахалаль у Їзреельській долині.

## Вшанування

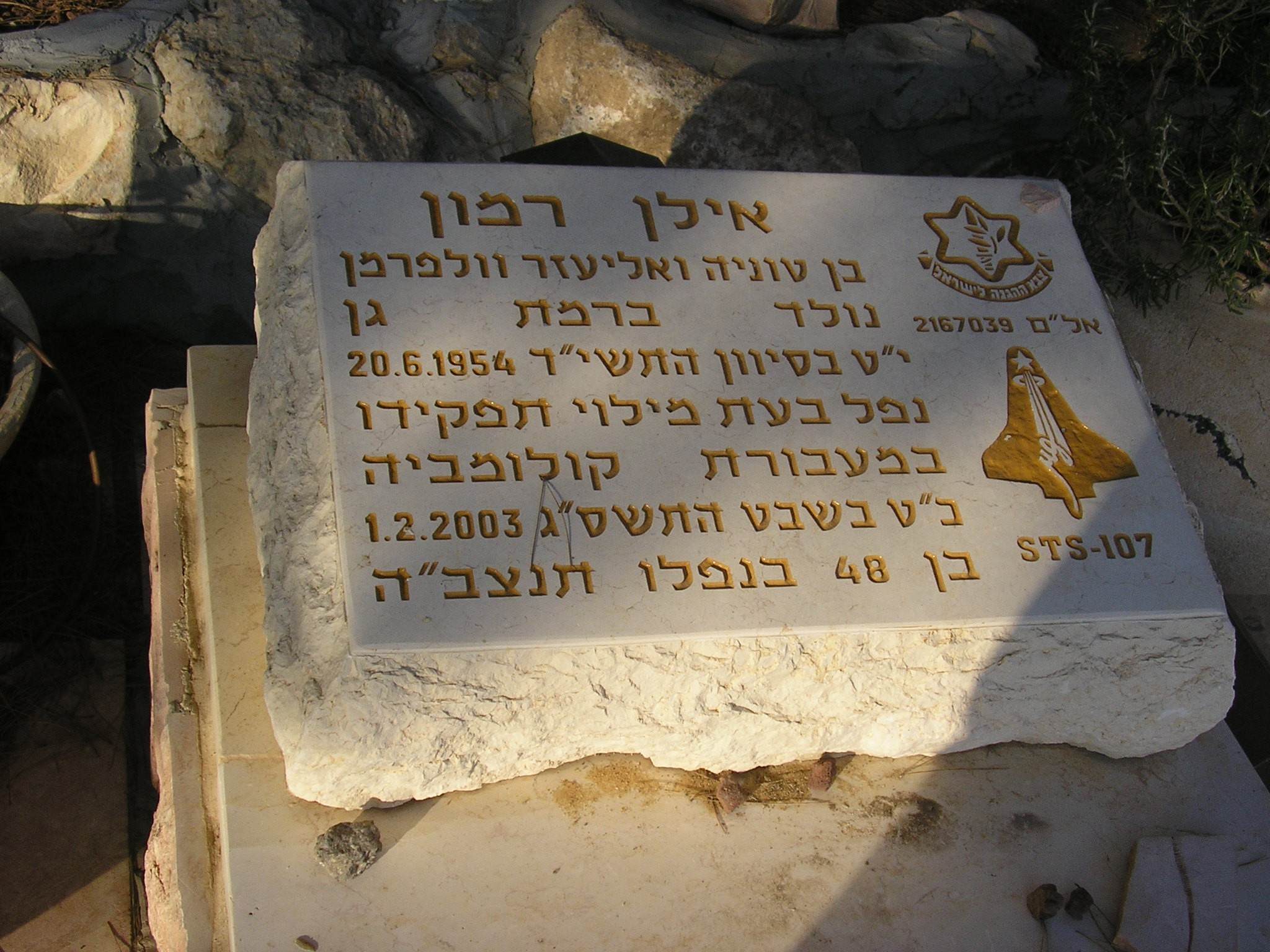

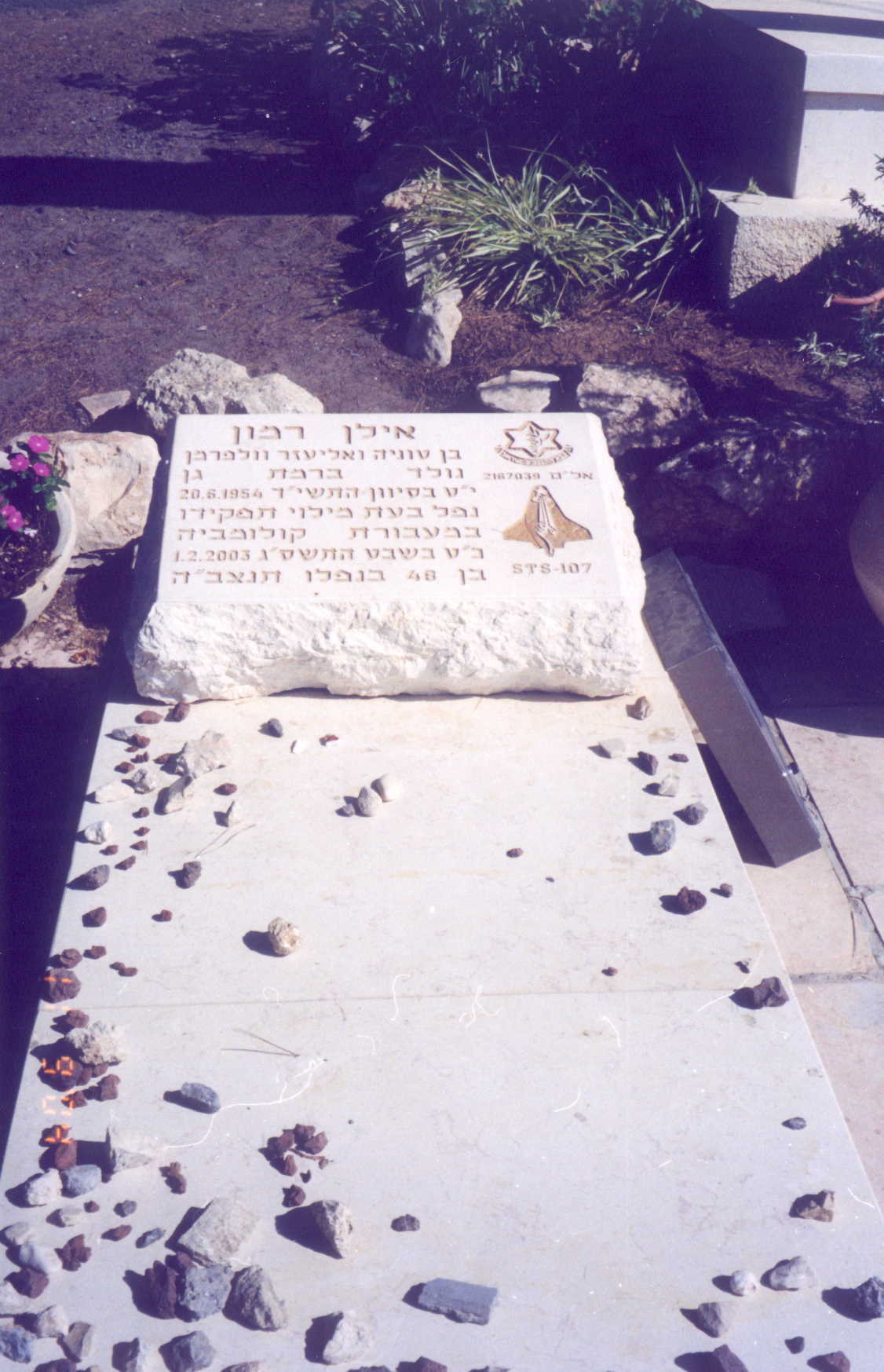
Могила Ілана Рамона, 2004

Іменем першого астронавта Ізраїлю названі:
- астероїд 51828 Іланрамон у Сонячній системі;
- гора Рамон в Колумбійських горах на Марсі;
- Зала Рамона в Технологічному Інституті Флориди;
- контрольна башта в міжнародному аеропорті «Бен-Гуріон».

## Особисте життя
Батьки Ілана Рамона — батько Еліезер Вольферман (вихідець з Німеччини, уродженець Берліна), колишній інженер. Помер 21 серпня 2006 року на 83-му році життя (похований на цвинтарі поселення Омер поблизу Беер-Шеви, де проживав; мати — Тоня Вольферман (уроджена Крепль, походить з Польщі, померла 29 березня 2003 року після тривалої хвороби).
Ілан Рамон від 1986 року був одружений з Роною, викладачем за фахом. У подружжя було четверо дітей: сини Асаф, Таль, Іфтах і дочка Ноа.
Ілан Рамон захоплювався гірськими лижами, сквошем.